# Битва за Борнео (1941–1942)
Битва за Борнео — успішна кампанія японських імперських сил за контроль над островом Борнео, зосереджена в основному на підкоренні Саравака, Брунею, Північного Борнео та західної частини Калімантану, яка була частиною Голландської Ост-Індії. Основним підрозділом Японії для цієї місії була 35-та піхотна бригада на чолі з генерал-майором Кійотаке Кавагуті.

## Передумови
У 1941 році Борнео було поділено між Голландською Ост-Індією, британськими протекторатами (Північний Борнео, Саравак і Бруней) і коронною колонією (Лабуан). Так звані «білі раджі», династія Бруків, правили Сараваком на північному заході Борнео протягом майже століття. Бруней був британським протекторатом з 1888 року. На північному сході острова був ще один британський протекторат (з 1882 року) Північний Борнео, яким керувала Британська компанія Північний Борнео. Окремо на острові також була невелика колонія британської корони Лабуан.

## Битва

### Окупація Саравака і Північного, Західного та Центрального Борнео
Японські сили вторгнення вийшли в море 13 грудня 1941 року. Висадка десанту відбулася на світанку 16 грудня 1941 року в районі Мірі і Серії (в Брунеї). Саравакські війська (SARFOR) під командуванням підполковника К. М. Лейна складалися з добровольців з місцевих племен, рейнджерів Саравака, берегової охорони та поліції. За відсутності авіації SARFOR не становили перешкоди регулярним військам. Генерал-майор Кавагуті швидко заволодів Мірі та прилеглим до нього Серіа. Але, за відсутністю доріг, які б з'єднували населені пункти Саравака, Кавагуті вирішив десантувати вйська з моря у ключові точки узбережжя: Джесселтон, Сандакан та Кучинг. 19 грудня нідерландська авіація атакувала японські судна поблизу Мірі двома летючими човнами Dornier Do 24, потопила есмінець «Сінономе» і пошкодила один транспорт.

## Підсумки
Битва закінчилася повною перемогою японської армії і флоту та можливістю протягом 3-х років використовувати ресурси острова для власних потреб.